# Blackmagic Design
La Blackmagic Design Pty Ltd è un'azienda australiana che produce materiale elettronico per produzione e diffusione video.
Fondata 2002 dal suo attuale amministratore delegato, Grant Petty, l'azienda produce attrezzature usate per acquisizione, elaborazione e conversione di video, e ha uffici in Australia, USA, Europa, Giappone e Singapore. Nel 2009 ha acquisito la Da Vinci Systems, un'azienda vincitrice di un Emmy Award per le sue competenze nell'ambito del restauro di film. Nel 2010, Blackmagic Design ha acquisito Echolab, un produttore di mixer video. Nel 2011, Blackmagic Design ha acquisito Teranex, un produttore di prodotti per l'elaborazione video. Nel 2012, Blackmagic Design ha acquisito Cintel, un produttore di strumentazione professionale per la post-produzione video.

## Storia
La società è stata fondata nel 2002 da Grant Petty e ha realizzato il suo primo prodotto nel 2002, che era una scheda di acquisizione per macOS chiamata DeckLink, la prima a offrire video a 10 bit non compresso. La società ha successivamente rilasciato nuove versioni della card a cui aveva aggiunto le funzionalità di correzione del colore, il supporto per Microsoft Windows e la piena compatibilità con Adobe Premiere Pro e Microsoft DirectShow.
Nel 2005 la società ha rilasciato diversi prodotti, tra cui la famiglia Multibridge di convertitori bidirezionali PCIe e la famiglia di software basato su DPX FrameLink. Nel 2006 la società ha rilasciato il software di produzione televisiva Blackmagic On-Air.
Durante l'edizione 2012 del NAB Show, l'azienda ha annunciato la Blackmagic Cinema Camera, un prodotto capace di montare anche lenti intercambiabili con attacco Canon EF.
Questo prodotto registra su memorie SSD standard da 2.5", in formato RAW DNG non compresso o in formati Apple ProRes e Avid DNxHD. La quasi totalità dei comandi è utilizzabile attraverso un touch screen.
Blackmagic ha inizialmente annunciato che la camera sarebbe stata disponibile da luglio 2012. A marzo 2013 alcuni esemplari sono stati consegnati negli Stati Uniti, ma non in quantità significative in Europa e nel resto del mondo.
Durante l'edizione 2013 del[NAB Show, Blackmagic Design ha annunciato la Production Camera 4K, la prima camera della loro gamma a supportare il 4K. Il nuovo sensore supporta la risoluzione 4K a 30 frame per secondo. L'azienda ha inoltre annunciato una linea di prodotti totalmente supportante registrazioni 4K.
Blackmagic Design ha annunciato il rilascio dell'ultimo update per la serie Cinema Camera: Camera Utility 2.0.1

## Prodotti
| Nome                    | Immagine | Introduzione | Dismissione | Dimensioni del sensore | Risoluzione massima | Frequenza dei fotogrammi | Innesto dell'ottica fotografica | Note | Riferimenti          |
| ----------------------- | -------- | ------------ | ----------- | ---------------------- | ------------------- | ------------------------ | ------------------------------- | --- | -------------------- |
| Cinema Camera           |          | 2013         | 2017        | 1.1"                   | 2432×1366           | 24, 30p                  | EF, M4/3                        | | [ 35 ]               |
| URSA                    |          | 2014         | 2017        | Super35                | 3840×2160           | 24, 30, 50, 60p          | EF, PL                          | Stesso telaio disponibile con sensore più piccolo e attacco dell'obiettivo B4 per lavori di produzione live come URSA Broadcast e URSA HDMI. Aggiornamento del sensore a partire dal 2015, utilizzando i sensori 4K e 4.6K della linea URSA Mini. | [ 36 ] [ 37 ] [ 38 ] |
| Pocket Cinema Camera    |          | 2014         | 2018        | Super16                | 1920×1080           | 24, 30p                  | M4/3                            | | [ 39 ]               |
| Micro Cinema Camera     |          | 2015         | —           | Super16                | 1920×1080           | 24, 30, 50, 60p          | M4/3                            | | [ 40 ]               |
| URSA Mini 4K            |          | 2015         | 2017        | Super35                | 4000×2160           | 24, 30, 50, 60p          | EF, PL                          | Un convertitore per innesto obiettivo per utilizzare obiettivi B4 era disponibile per URSA Mini 4K PL e URSA Mini 4.6K PL. | [ 41 ]               |
| URSA Mini 4.6K          |          | 2015         | 2017        | Super35                | 4608×2592           | 24, 30, 50, 60p          | EF, PL                          | Un convertitore per innesto obiettivo per utilizzare obiettivi B4 era disponibile per URSA Mini 4K PL e URSA Mini 4.6K PL. | [ 42 ]               |
| URSA Mini Pro 4.6K G2   |          | 2017         | —           | Super35                | 4608×2592           | 24, 30, 50, 60p          | EF, PL, B4, F                   | | [ 43 ]               |
| Pocket Cinema Camera 4K |          | 2017         | —           | 4/3rds                 | 4096×2160           | 24, 30, 50, 60p          | M4/3                            | | [ 44 ]               |
| Pocket Cinema Camera 6K |          | 2019         | —           | Super35                | 6144×3456           | 24, 30, 50, 60p          | EF                              | | [ 45 ]               |

Note
| Nome                   | Immagine | Intro. | Disc. | Sensore  | Risoluzione | FPS     | Lenti         | Note                                                                         | Ref.   |
| ---------------------- | -------- | ------ | ----- | -------- | ----------- | ------- | ------------- | ---------------------------------------------------------------------------- | ------ |
| Production Camera 4K   |          | 2013   | 2015  | Super35  | 3840×2160   | 24, 30p | EF            | Stesso telaio della videocamera.                                             | [ 46 ] |
| Studio Camera HD       |          | 2014   | —     | Super16  | 1920×1080   | 24, 30p | M4/3          | Le due fotocamere da studio utilizzano lo stesso telaio con sensori diversi. | [ 47 ] |
| Studio Camera 4K       |          | 2014   | —     | Super16+ | 3840×2160   | 24, 30p | M4/3          | Le due fotocamere da studio utilizzano lo stesso telaio con sensori diversi. | [ 47 ] |
| Micro Studio Camera 4K |          | 2015   | —     | Super16+ | 3840×2160   | 24, 30p | M4/3          | Stesso telaio della Micro Cinema Camera.                                     | [ 48 ] |
| URSA Broadcast         |          | 2016   | —     | Super16+ | 3840×2160   | 24, 30p | B4, EF, PL, F | Stesso telaio di URSA.                                                       | [ 49 ] |

### Il formato BRAW
Blackmagic Design offre un suo formato video RAW, il Blackmagic RAW (vedi voce).

## Programmi

### Da Vinci Resolve
Blackmagic Design produce anche il programma di editing DaVinci Resolve conosciuto soprattutto per la sua suite di Color Correction; soluzione che offre montaggio, correzione colore, effetti visivi, grafica in movimento e post produzione audio.